# Борлы (Аягозский район)
Борлы (каз. Борлы) — упразднённое село в Аягозском районе Восточно-Казахстанской области Казахстана. Ликвидировано в 2013 году. Входило в состав Айгызского сельского округа. Код КАТО — 633439200.

## Население
По данным 1999 года, в селе не было постоянного населения. По данным переписи 2009 года, в селе проживало 11 человек (7 мужчин и 4 женщины).